# رئيس تركيا

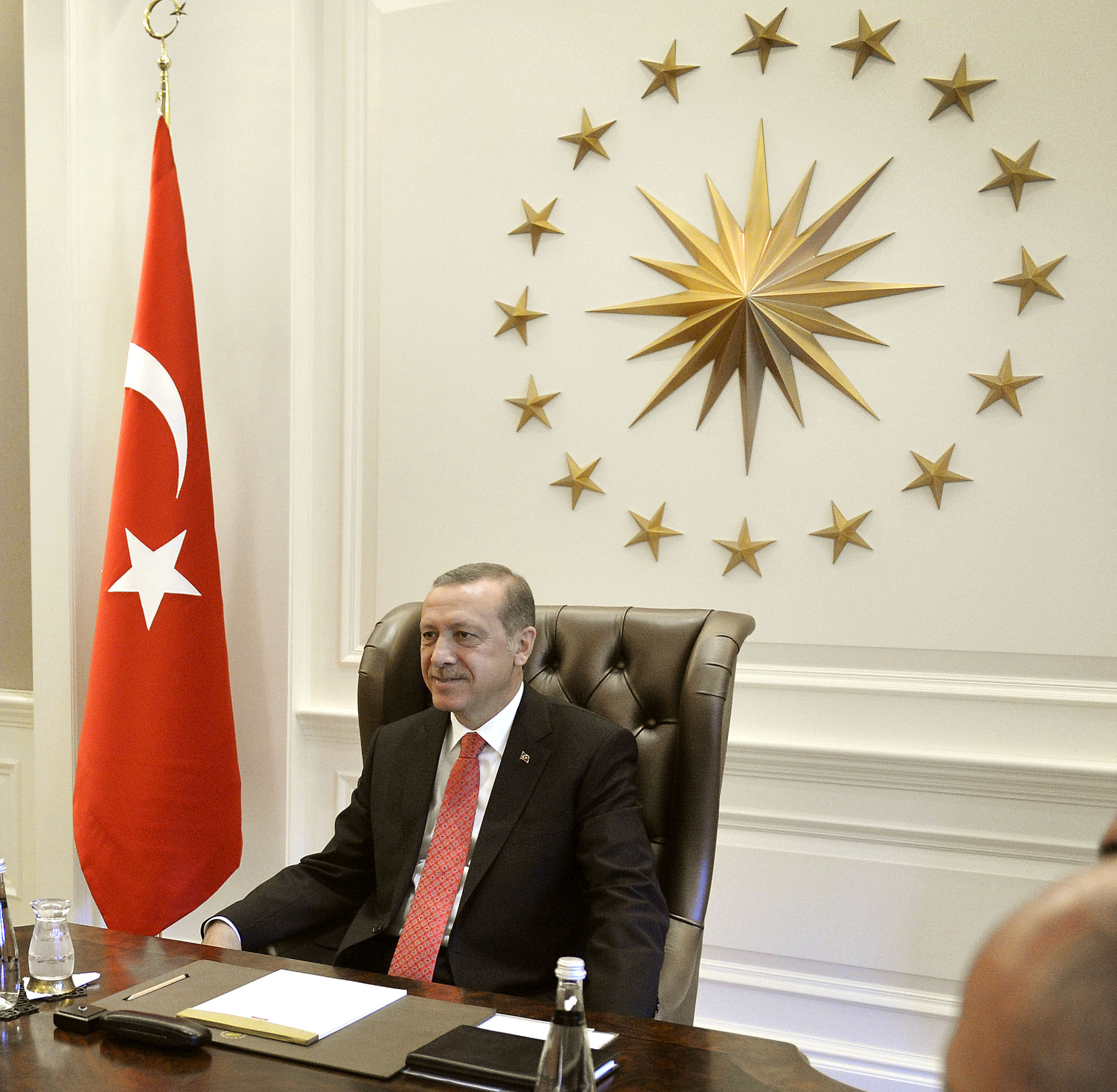
الرئيس رجب طيب أردوغان خلال اجتماع، مع ختم الرئيس والعلم التركي

رئيس جمهورية تركيا (Cumhurbaşkanı) هو رئيس دولة جمهورية تركيا. وبهذه الصفة، يمثل الرئيس جمهورية تركيا، ووحدة الأمة التركية، فضلا عن ضمان تنفيذ دستور تركيا والأداء المنظم والمتناغم لأجهزة الدولة. وتحدد المواد من 101 إلى 106 من الدستور جميع متطلبات انتخاب الرئيس وواجباته ومسؤولياته. تم تأسيس مكتب رئيس تركيا بإعلان جمهورية تركيا في 29 أكتوبر 1923. وغالبا ما يشار إلى رئيس تركيا بشكل غير رسمي بما يعني «رئيس الشعب». صاحب المكتب الحالي هو الرئيس الثاني عشر، رجب طيب أردوغان منذ 28 أغسطس 2014.
وفي معظم الأوقات منذ عام 1950، كانت الرئاسة في معظمها مكتبا احتفاليا. ومع ذلك، في استفتاء عام 2017، صوت الشعب التركي بصعوبة لجعل الرئاسة منصب تنفيذي، فعالة مع الانتخابات الرئاسية 2019.

## رؤساء سابقين مازالوا على قيد الحياة
| الرئيس         | مدة الخدمة | تاريخ الولادة |
| -------------- | ---------- | ------------- |
| أحمد نجدت سيزر | 2000–2007  |               |
| عبد الله غول   | 2007–2014  |               |

## المؤهلات
ولكي يصبح المرشح رئيسا لتركيا، يجب أن يكون قد أكمل التعليم العالي وأن يكون على الأقل أربعين سنة من العمر. وإذا كانوا أعضاء في الجمعية الوطنية التركية الكبرى، يجب عليهم الاستقالة من مقعدهم.
وكان الرؤساء الأتراك في الماضي مطالبين بقطع جميع العلاقات، إن وجدت، مع حزبهم السياسي.

## الانتخابات

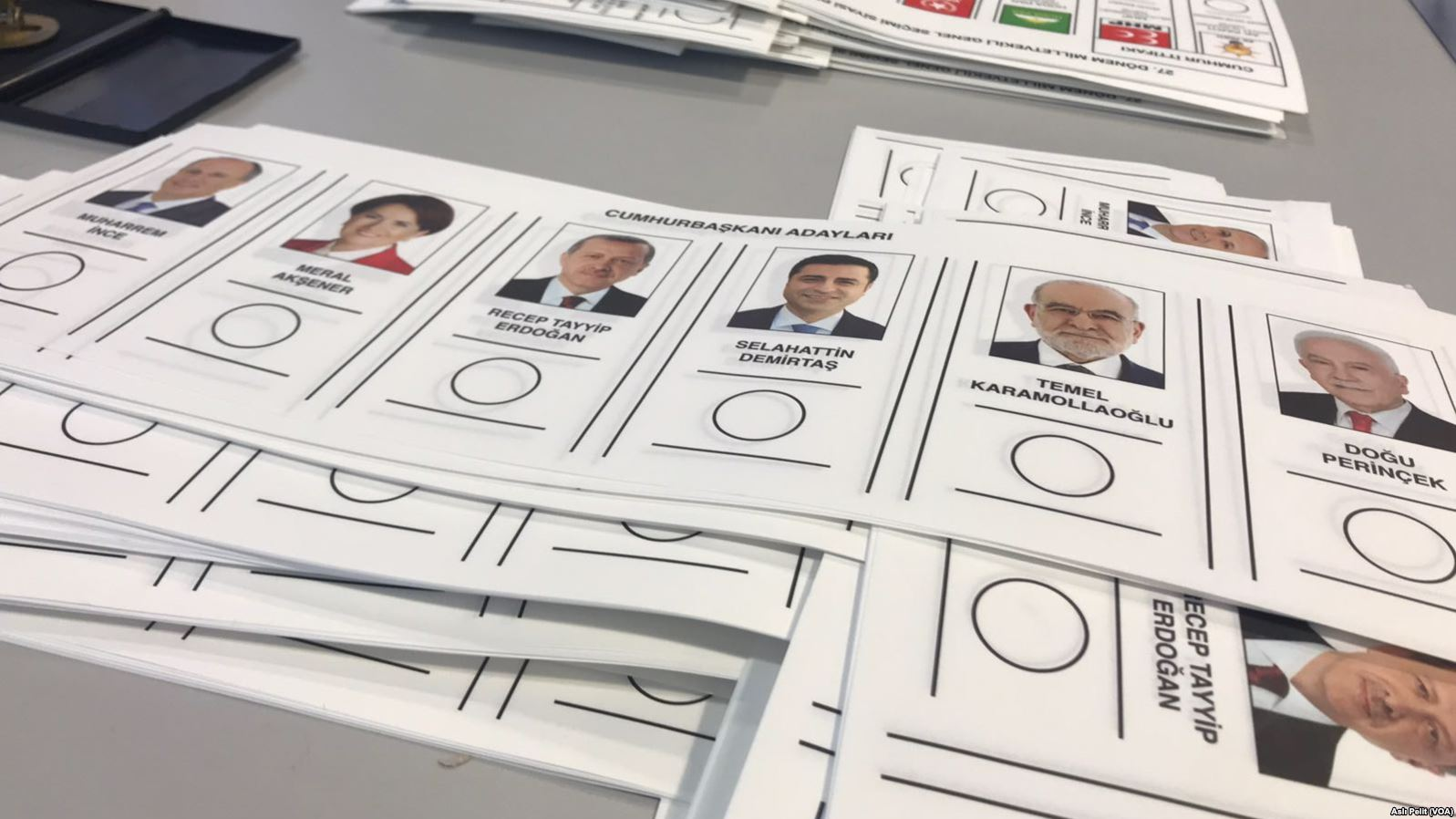
ورقة الاقتراع للانتخابات الرئاسية التركية - 2018

ويتعين أن يبدأ انتخاب الرئيس قبل 30 يوما على الأقل من انتهاء مدة ولاية الرئيس الحالي أو بعد 10 أيام من انتهاء فترة الرئاسة، ويجب أن تكتمل في غضون 30 يوما من بدء الانتخابات. ويجب أن يعلن المرشحون إلى مكتب البرلمان خلال الأيام العشرة الأولى من هذه الفترة، ويجب أن تكتمل الانتخابات في غضون ال 20 يوما المتبقية.
وفي السابق، كان أعضاء البرلمان التركي ينتخبون الرئيس. ووفقا لتعديل دستوري في عام 2007، ينتخب المواطنون الرؤساء المقبلين بالتصويت المباشر . يجب أن تكون أعمار المرشحين  أكثر من أربعين عاما ويجب أن يكونوا قد أكملوا تعليمهم العالي. ويمكن أن يكونوا إما أعضاء في البرلمان التركي، أو مواطنين أتراك يستوفون هذه الشروط التي يحق لهم بها أن يصبحوا أعضاء في البرلمان. وأول رئيس انتخب بالتصويت المباشر كان الرئيس رجب طيب أردوغان عام 2014.

## مدة العضوية
ويختار الرئيس لمدة خمس سنوات، ولا يمكن إعادة انتخابه إلا مرة واحدة.
وتستمر مدة ولاية الرئيس الحالي حتى يتولى الرئيس المنتخب مهام منصبه.
ويتولى الرئيس، بعد توليه مهام منصبه، اليمين أمام البرلمان:

## الواجبات والمسؤوليات

### الوظائف التشريعية
- أن يسلم، إذا رأى ذلك ضروريا، الخطاب الافتتاحي للبرلمان في اليوم الأول من السنة التشريعية،
- استدعاء البرلمان للقاء، عند الضرورة،
- نشر القوانين،
- إعادة القوانين إلى البرلمان لإعادة النظر فيها،
- تقديم الاستفتاء، إذا رأى ذلك ضروريا، التشريعات المتعلقة بتعديل الدستور،
- الطعن أمام المحكمة الدستورية لإلغاء بعض الأحكام أو في مجمل القوانين والمراسيم التي لها قوة القانون والنظام الداخلي للبرلمان على أساس أنها غير دستورية من حيث الشكل أو المضمون،
- الدعوة إلى انتخابات جديدة للبرلمان والرئاسة
- لتقديم الميزانية إلى لجنة الميزانية تبم

### الوظائف التنفيذية
- تعيين الوزراء وإقالتهم
- تعيين نائب الرئيس
- اعتماد ممثلي الدولة التركية للدول الأجنبية، وتلقي ممثلي الدول الأجنبية المعينين لجمهورية تركيا،
- التصديق على المعاهدات الدولية وإصدارها،
- لتمثيل القيادة العسكرية العليا القوات المسلحة التركية نيابة عن الجمعية الوطنية التركية الكبرى،
- اتخاذ قرار بشأن تعبئة القوات المسلحة التركية،
- تعيين رئيس الأركان العامة،
- دعوة مجلس الأمن القومي للاجتماع،
- لرئاسة مجلس الأمن القومي،
- لإعلان الأحكام العرفية أو حالة الطوارئ، وإرسالها إلى تبم للحصول على موافقة البرلمان، في حالة الطوارئ كل مرسوم رئيس القضايا سوف تحتاج إلى موافقة البرلمان
- التوقيع على المراسيم التنفيذية،
- تعيين أعضاء ورئيس مجلس الإشراف الحكومي،
- إرشاد مجلس الإشراف الحكومي لإجراء التحقيقات والتحقيقات والتفتيش،

### وظائف القضاء
- تعيين أعضاء المحكمة الدستورية، وربع أعضاء مجلس الدولة، ورئيس النيابة العامة ونائب رئيس النيابة العامة لمحكمة الاستئناف العليا، وأعضاء محكمة الاستئناف العسكرية العليا، ووأعضاء المحكمة الإدارية العسكرية العليا، وأعضاء المجلس الأعلى للقضاة والمدعين العامين.

ويؤدي الرئيس أيضا واجبات الاختيار والتعيين، والواجبات الأخرى التي يمنحها الدستور والقوانين.

## المساءلة وعدم المساءلة
ويتعين على رئيس الوزراء والوزير المعني التوقيع على جميع المراسيم الرئاسية، باستثناء المراسيم التي يخولها الرئيس بالتصرف من تلقاء نفسه، وفقا لأحكام الدستور والقوانين الأخرى. وبالتالي فإن رئيس الوزراء والوزراء المعنيين مسؤولون عن هذه المراسيم. ولا يجوز الطعن في القرارات والأوامر التي يوقعها الرئيس على مبادراته الخاصة بأي سلطة قضائية، بما في ذلك المحكمة الدستورية. ويجوز أن يعاقب الرئيس على الخيانة العظمى بناء على اقتراح ثلث عدد أعضاء البرلمان على الأقل، وبقرار ما لا يقل عن ثلاثة أرباع العدد الإجمالي للأعضاء.

## الرئيس بالنيابة
وفي حالة غياب مؤقت للرئيس بسبب المرض أو السفر إلى الخارج أو في ظروف مماثلة، يتولى نائب الرئيس منصب الرئيس بالنيابة، ويمارس صلاحيات الرئيس إلى حين إجراء الانتخابات الجديدة في غضون 45 يوما.